# Lagriola denticulata
Lagriola denticulata is een keversoort uit de familie Trachelostenidae. De wetenschappelijke naam van de soort is voor het eerst geldig gepubliceerd in 1873 door Kirsch.